# Molière (film, 2007)
Molière je francouzský hraný film z roku 2007, který režíroval Laurent Tirard podle vlastního scénáře. Film zachycuje Molièrovo životní období, o kterém toho není mnoho známo, před jeho velkými úspěchy. Snímek měl světovou premiéru dne 31. ledna 2007.

## Děj
V roce 1645 se Molière ocitne ve vězení kvůli nesplaceným dluhům. Z vězení ho vyplatí pan Jourdain, bohatý měšťan, který ho chce využít, aby svedl Célimène, prominentní markýzu u dvora.
Jourdain sní o tom, že se dostane mezi šlechtu. Za svého přítele považuje šlechtice Doranta, který je však zruinovaný a zajímá se pouze o bohatství pana Jourdaina. Aby paní Jourdainová nevzbudila podezření ohledně intrik jejího manžela, Molière, který se vydává za kněze jménem Tartuffe a je najat jako vychovatel jejich mladé dcery Louison. Paní Elmire Jourdain však odhalí jeho identitu (aniž by ale odhalila Molièrovo skutečné poslání), poté, co si přečte divadelní text, který Molière napsal pro jejího manžela. Mezi Molièrem a Elmirou se rodí pouto.
Pan Jourdain, zaslepený svými sny o šlechtictví a posedlý láskou ke Célimène, si nic neuvědomuje. Jeho nejstarší dcera Henriette miluje jiného mladého muže Valèrea. Chce ji však provdat za Dorantova syna Thomase, v naději, že z ní udělá hraběnku. Ani Molière, ani paní Jourdain nezvládnou překazit jeho plán.
V den svatby mezi Henriette a Thomasem uprostřed obřadu dorazí zpráva, že všechny sklady pana Jourdaina vyhořely a on je zruinován. Po vyslechnutí této zprávy se Dorante rozhodne zrušit svatbu. Nicméně byl to právě pan Jourdain, kdo rozhlásil tuto nepravdivou zprávu, aby zmátl Doranta. Poté přivede Valèra a může být uzavřeno šťastné manželství z lásky. Molière odjíždí z Pažíže.
Herec se po letech vrací do Paříže v roce 1658, kdy byla Moliérově divadelní společnosti nabídnuta ochrana a podpora králova bratra. Setkává se opět s Elmirou, která je vážně nemocná.

## Obsazení
| Romain Duris            | Molière                          |
| Fabrice Luchini         | pan Jourdain                     |
| Laura Morante           | Elmire, jeho žena                |
| Édouard Baer            | Dorante                          |
| Ludivine Sagnier        | Célimène                         |
| Fanny Valette           | Henriette                        |
| Mélanie Dos Santos      | Louison                          |
| Gonzague Montuel        | Valère                           |
| Gilian Petrovsky        | Thomas                           |
| Sophie-Charlotte Husson | Madeleine Béjart                 |
| François Civil          | Louis Béjart                     |
| Nicolas Vaude           | králův bratr                     |
| Arié Elmaleh            | učitel tance                     |
| Éric Berger             | učitel malířství                 |
| Annelise Hesme          | markýza du Parc                  |
| Anne Suarez             | Catherine de Brie                |
| Wilfred Benaïche        | Jean Poquelin, Molièrův otec     |
| Isabelle Caubère        | Toinette                         |
| Luc Tremblais           | Gros-René                        |
| Jean-Michel Lahmi       | Pinel                            |
| Philippe du Janerand    | Bonnefoy, pomocník pan Jourdaina |
| Marie Gili-Pierre       | Geneviève                        |
| Francis Van Litsenborgh | notář                            |
| Jean-Claude Jay         | Charles Dufresne                 |
| François Toumarkine     | husar Missionier                 |
| Isabelle Vitari         | švadlena                         |
| Mayane Delem            | švadlena                         |
| Clio Baran              | mladá herečka                    |
| Ivan Cori               | mladý herec                      |

## Ocenění
- Festival francouzského filmu v Praze: cena publika
- Křišťálový glóbus: nejlepší herec (Romain Duris)
- César: nominace v kategoriích nejlepší mužský herecký výkon ve vedlejší roli (Fabrice Luchini), nejlepší kostýmy (Pierre-Jean Larroque), nejlepší výprava (François Dupertuis), nejlepší původní scénář (Grégoire Vigneron a Laurent Tirard)
- Nominace na Cenu Jacquese-Préverta za scénář: Grégoir Vigneron a Laurent Tirard